# Taktsé
Taktsé, ook wel Yar-lung was een kasteel in centraal Tibet. Het stond in het district Chingwa (Wylie: Phying-ba) van Chonggye. Tussen de ruïnes van het kasteel is het Tibetaans boeddhistisch klooster Sanga gebouwd.
Legendes verhalen over Taktsé dat het kasteel enkele eeuwen tijdens de Yarlung-dynastie de residentie van de koningen van Tibet was totdat koning Songtsen Gampo (604–650) de hoofdstad verplaatste naar Lhasa.
In het kasteel werd de vijfde dalai lama, Ngawang Lobsang Gyatso, geboren in 1617. Gyatso stamde uit een aristocratische familie.
Volgens de legendes is het kasteel gebouwd door een van de koningen van de hemels dynastie: Nyatri Tsenpo, Nam (lucht), Sa (aarde), So (grond), Dags (licht) en Srib (schaduw).
Over koningen Totori Nyantsen (374-494) gaat de legende, dat hij met een leeftijd van zestig jaar op de toren van het kasteel stond en dat opeens de hemel vol met kleuren ontstond, er prachtige muziek klonk en er een regen van bloemen viel. Uit deze regel viel ook een mand waarin twee boeddhistische teksten aantrof: een stoepa en de bekende mantra: Om mani padme hum. Door de kracht van deze voorwerpen werd de koning zestien jaar oud en regeerde hij nog zestig jaar door.